# Balatonring Team
Le Balatonring Team est une équipe moto montée en 2009, en parallèle du team Aspar Mapfre et ce pour accueillir le champion du monde 125 Gábor Talmácsi. À la suite de problèmes avec son équipe, il doit arrêter de courir avec l'équipe hongroise pour finalement grâce à l'aide de la Dorna piloter en MotoGP au sein du Scot Racing Team aux côtés de Yuki Takahashi pour les Grand Prix de Catalogne et d'Assen, puis seul à partir du GP de Laguna Seca.